# Stahlzeit
Stahlzeit ist eine 2004 gegründete Tribute-Band. Sänger und Frontmann ist Helfried „Heli“ Reißenweber. Die Band covert Lieder der Berliner NDH-Band Rammstein. Als Einspieler oder Lückenfüller zwischen und in verschiedenen Titeln werden auch andere Bands wie zum Beispiel AC/DC gecovert. Auch Bühnenshow, Pyrotechnik, Kostüme und Bühnendekoration ähneln der von Rammstein. Mit 70 bis 80 Auftritten pro Jahr gilt die Band als erfolgreichste und spektakulärste Rammstein-Tribute-Band Deutschlands.

## Geschichte
Offiziell besteht die Band Stahlzeit seit Oktober 2004. Seit 2005 tritt sie als Rammstein Tribute-Band live in Erscheinung, da Heli Reißenweber eine optische wie auch eine gesangliche Ähnlichkeit zu Till Lindemann attestiert wurde. Unter dem Namen Maerzfeld traf sich die Band mit dem eigenen Projekt ab 2010 und spielte ihre eigenen Lieder.
2013 gab es mehrere Änderungen in der Besetzung der Band. Gitarrist Roland Hagen und Bassist Sam Elflein verließen die Band und wurden durch Mike Sitzmann (Gitarre) und Bora Öksüz (E-Bass) ersetzt.
2017 starb Keyboarder Thilo Weber. Ende 2017 wurde Ron Huber als neuer Keyboarder vorgestellt.
2019 kehrte Elflein offiziell an den E-Bass zurück, nachdem er Öksüz schon im Jahr 2018 bei Konzerten vertreten hatte.

## Stil

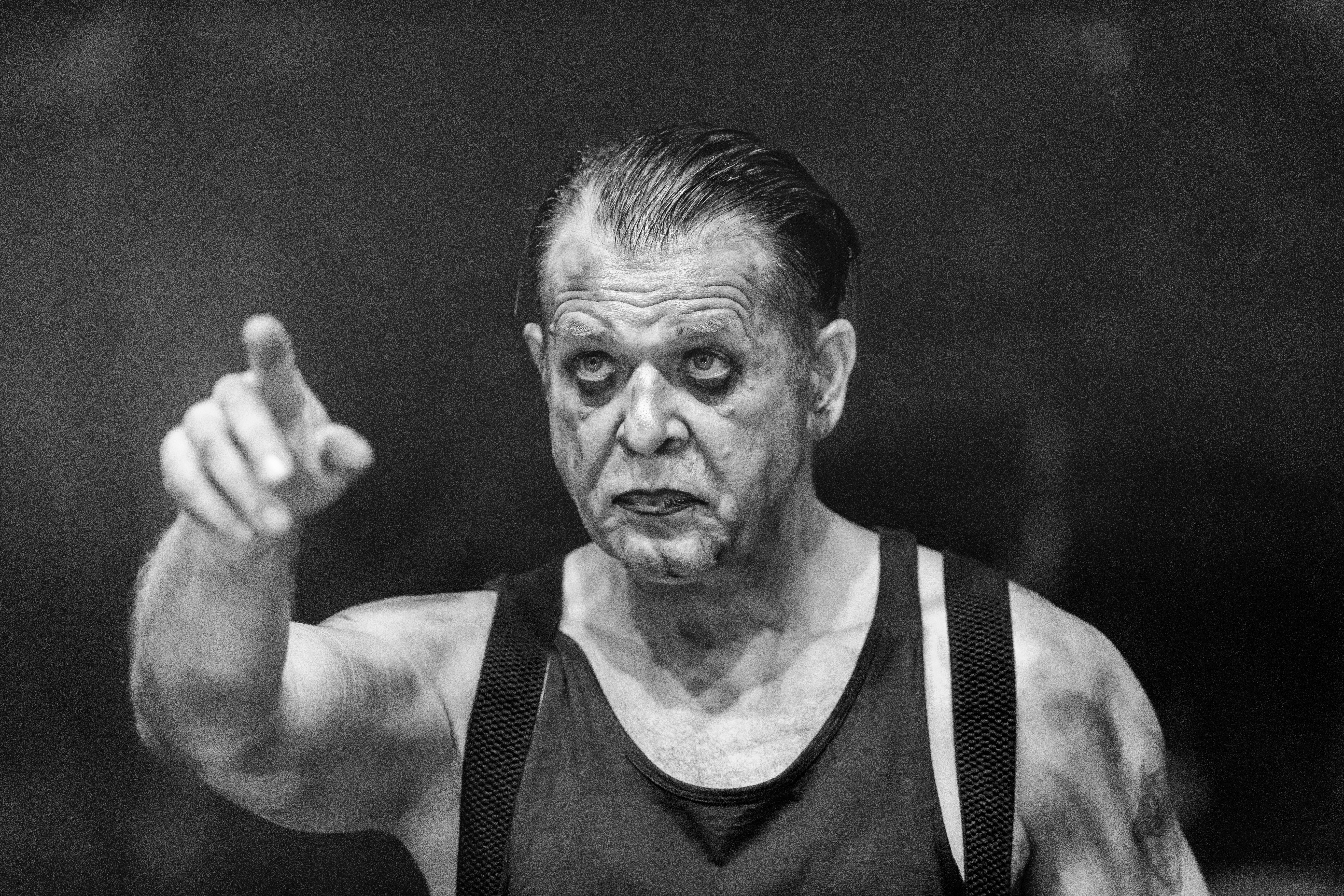
Helfried „Heli“ Reißenweber auf der G.O.N.D. 2018

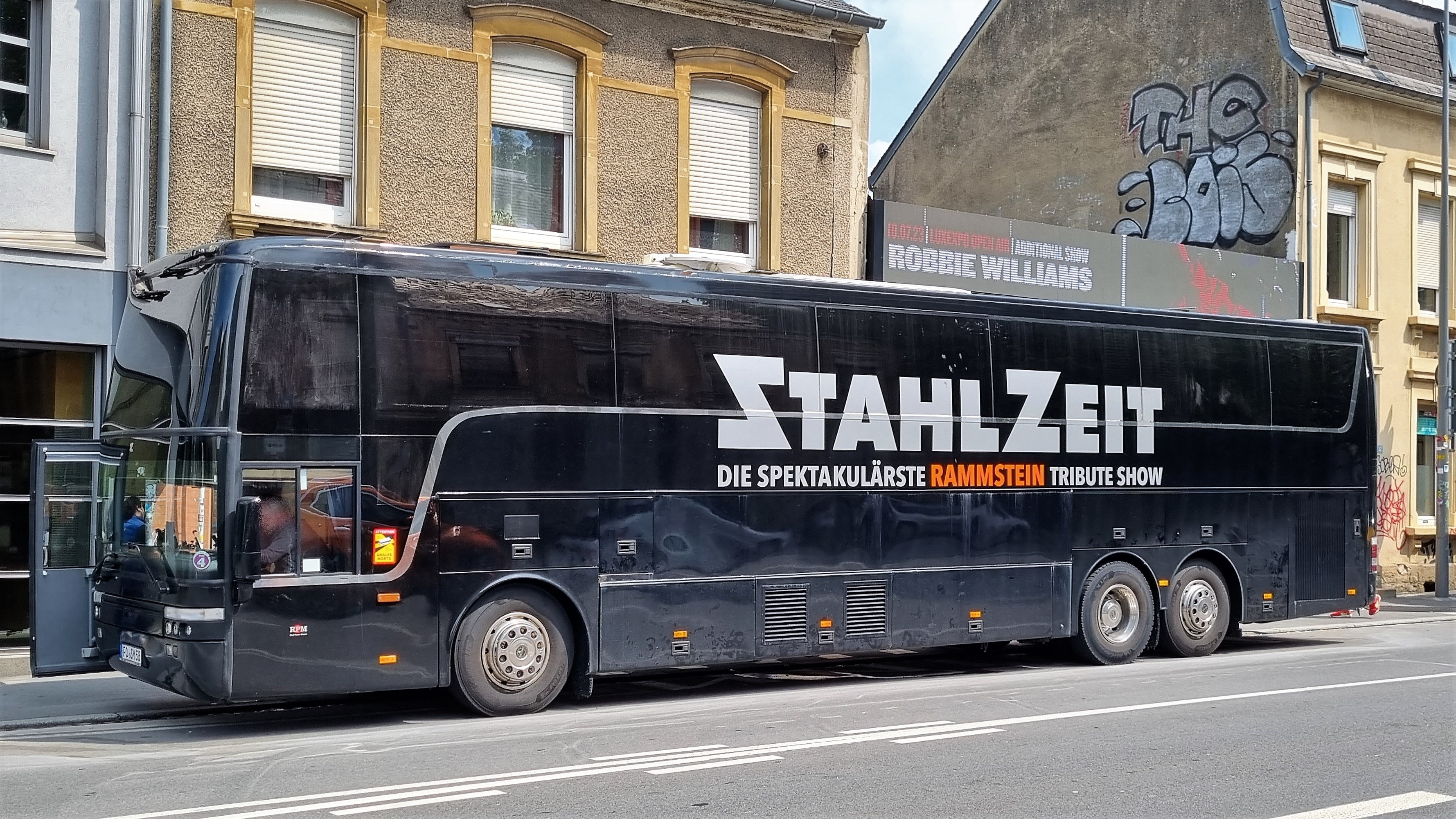
Stahlzeit Tour-Bus in Luxemburg (Mai 2023)

Die Bühnenshow von Stahlzeit ist an die von Rammstein angelehnt: Bei Benzin werden meterhohe Flammen bis kurz unter die Decke geschossen und bengalische Feuer lassen die Bühne rot erleuchten. Zum Lied Haifisch setzte sich Keyboarder Thilo Weber in ein Schlauchboot und ließ sich von den Zuschauern durch den Saal befördern. Bei dem Lied Mein Teil jagt Reißenweber, in ein Metzgeroutfit gekleidet, Keyboarder Weber quer über die Bühne. Das Mikrofon ist dafür zusätzlich mit einem Messer ausgestattet. Gegen Ende des Liedes landet Weber in einem großen Topf und es wird, wie es auch bei Rammstein üblich ist, mit einem Flammenwerfer auf den Topf geschossen.